# Villarta de San Juan
Villarta de San Juan – gmina w Hiszpanii, w prowincji Ciudad Real, w Kastylii-La Mancha, o powierzchni 66,01 km². W 2011 roku gmina liczyła 3066 mieszkańców.